# De Koker
De Koker is een koren- en pelmolen aan het Oosteinde in Wormer.
De molen werd in 1866 herbouwd op de huidige plek en ingericht als korenmolen. Het is een achtkante grondzeiler-buitenkruier die met riet is gedekt. De molen heeft een stutvang met duim.
Op de huidige locatie stonden eerder molens. De laatste, een wipmolen, ging op 1 juli 1866 in vlammen op, waarna de huidige molen uit Graft naar Wormer werd verplaatst. Hij stond daar al niet op zijn oorspronkelijke plek, daar hij aanvankelijk in Zaandijk fungeerde als papiermolen.
De molen wordt door vrijwillige molenaars regelmatig in bedrijf gesteld. Hij is eigendom van Vereniging De Zaansche Molen.